# ФК Форџ
ФК Форџ (енгл. Forge FC) је канадски фудбалски клуб из Хамилтона. Тим је део Канадске премијер лиге, која је најјача професионална фудбалска лига у земљи.

## Тренери
|                 | \| Име \| Година \| \| --------------- \| ------ \| \| Боби Смирниотис \| 2018– \| |
| Име             | Година                                                                             |
| Боби Смирниотис | 2018–                                                                              |